# Weddell Point
Weddell Point är en udde i Sydgeorgien och Sydsandwichöarna (Storbritannien). Den ligger i den nordvästra delen av Sydgeorgien och Sydsandwichöarna.
Terrängen inåt land är huvudsakligen kuperad, men söderut är den platt. Havet är nära Weddell Point söderut.  Det finns inga samhällen i närheten. 